# Merycochoerus
Merycochoerus és un gènere extint de mamífers artiodàctils de la família dels mericoidodòntids que visqueren a les Amèriques entre l'Oligocè inferior i el Miocè inferior (des de fa 30,8 milions d'anys fins fa 16 milions d'anys). Se n'han trobat restes fòssils al Canadà, els Estats Units i Panamà. La seva anatomia fa pensar que eren animals semiaquàtics. Tenien el rostre llarg, les dents canines similars a ullals, el cos robust, la cua llarga, les potes curtes i quatre dits a cada peülla.